# En tro kopi
En tro kopi er det sjette album fra den danske gruppe Bifrost udgivet i 1982 på Mercury Records.
Besætningen var den samme som på forgængeren Kassen & hjertet. Det var sidste album, at sangeren Ida Klemann og guitaristen Mikael Miller var en del af gruppen.

## Numre
Albummet indeholder følgende numre (her opdelt på de to oprindelige sider):
| 1. | "Souvenir"           | Tom Lundén  | 3:32 |
| 2. | "Gi et tegn"         | Ida Klemann | 3:28 |
| 3. | "Den pris de vil ha" | Tom Lundén  | 3:30 |
| 4. | "Måske en nat"       | Tom Lundén  | 3:44 |
| 5. | "Di a i åh"          | Tom Lundén  | 3:01 |

| 6.  | "En tro kopi"               | Tom Lundén  | 3:19 |
| 7.  | "Alt går op i druk"         | Tom Lundén  | 2:52 |
| 8.  | "På vejen ud"               | Tom Lundén  | 2:57 |
| 9.  | "Derudefra"                 | Ida Klemann | 3:05 |
| 10. | "Det var natten der tog os" | Tom Lundén  | 2:55 |
| 11. | "Maleri"                    | Tom Lundén  | 2:33 |

## Medvirkende
På albummet medvirkede følgende:
Gruppens medlemmer
- Tom Lundén: sang, keyboards, piano, el-klaver, synthesizer, orgel
- Ida Klemann: sang
- Knut Henriksen: bas, akustisk og el-guitar
- Jeppe Reipurt: trommer, el-trommer, el-klaver, percussion
- Mikael Miller: akustisk og el-guitar
- John Teglgaard: el-guitar

Øvrige medvirkende
- Jesper Nehammer: lyricon (på "Souvenir")
- Niels Matiasen: saxofon (på "Den pris de vil ha")
- Flemming Rasmussen, Leif Roden: percussion